# Heinz Hentschke
Scènes principales
Metropol-Theater
Heinz Hentschke, nom de plume de Heinrich Walter Erich Hentschke, (né le 20 février 1895 à Berlin, mort le 3 juillet 1970 dans la même ville) est un acteur, librettiste et directeur de théâtre allemand.

## Biographie
Heinz Hentschke commence sa carrière d'acteur à Berlin puis à Brême et à Hanovre. Au début des années 1920, Hentschke est « chef de la propagande au Großes Schauspielhaus » sous la direction de Maximilian Sladek.
En 1925, avec un capital de départ de 10 000 Reichsmarks, il fonde l'organisation de vente de billets de théâtre Gesellschaft der Funkfreunde, dont les membres s'engagent à acheter dix billets de théâtre à prix réduit par saison. La société qui compte entre 40 000 et 60 000 membres au début des années 1930, s'appuie principalement sur des productions du Rotter-Bühnen, auxquels appartiennent au début des années 1930 à Berlin le Theater des Westens, le Metropol-Theater, le théâtre Lessing, le Theater in Stresemannstrasse, le Lustspielhaus et le Deutsches Künstlertheater ainsi qu'une scène à Dresde.
Lorsque les frères Alfred et Fritz Rotter rencontrent des difficultés financières fin 1932, Hentschke ne leur apporte aucun soutien ; bien au contraire, il accapare leurs biens avec le soutien des nazis au pouvoir. Le 1er mai 1933, Hentschke rejoint le NSDAP. Hentschke est directeur du Metropol de fin 1934 jusqu'à la fermeture du théâtre à l'été 1944. À partir de 1939, il dirige également l'Admiralspalast, où il monte principalement des revues. En 1936, avec la protection du ministère de l'Éducation du peuple et de la Propagande du Reich, l'empire reprend le Théâtre de la Résidence et le Central-Theater à Dresde.
Hentschke écrit les livrets de 14 opérettes, dont la plupart sont créées avec beaucoup de succès au Metropol-Theater. Il engage les compositeurs les plus demandés à l'époque, Fred Raymond, Ludwig Schmidseder et Friedrich Schröder comme compositeurs du Metropol-Theater et positionne ainsi ce théâtre comme la maison de l'opérette dans le Troisième Reich. Grâce à ses relations avec Julius Schaub, ses créations ne souffrent pas trop de restrictions.
Après la fin du Troisième Reich, Hentschke tente en vain de trouver un foyer permanent pour le genre de l'opérette à Berlin-Ouest. Il a encore beaucoup de succès avec de nouvelles productions d'opérettes.
Heinz Hentschke fut l'époux de l'actrice Hilde Schneider.

## Livrets
- Lauf ins Glück, musique : Fred Raymond
- Ball der Nationen, musique : Fred Raymond
- Marielu, musique : Fred Raymond
- Maske in Blau, musique : Fred Raymond
- Auf großer Fahrt, musique : Fred Raymond
- Melodie der Nacht, musique : Ludwig Schmidseder
- Die oder Keine, musique : Ludwig Schmidseder
- Frauen im Metropol, musique : Ludwig Schmidseder
- Der goldene Käfig, musique : Theo Mackeben
- Hochzeitsnacht im Paradies, musique : Friedrich Schröder
- Die rote Isabell, musique : Siegfried Ulbrich
- Der arme Jonathan, musique : Josef Rixner d'après Carl Millöcker

## Source de la traduction
- (de) Cet article est partiellement ou en totalité issu de l’article de Wikipédia en allemand intitulé « Heinz Hentschke » (voir la liste des auteurs).

1. 1 2  (de) Peter Kamber, Fritz und Alfred Rotter. : Ein Leben zwischen Theaterglanz und Tod im Exil., Henschel Verlag, 2020
2. ↑  (de) Alexander Sury, « Tödliche Hatz auf die Bühnenkönige », sur Der Bund, 2020 (consulté le 5 juillet 2021)